# 天主教溫哥華總教區
天主教溫哥華總教區（拉丁語：Archidioecesis Vancuveriensis）是羅馬天主教以加拿大卑詩省最大城市溫哥華為中心的一個總教區，下轄四個教區。
2010年有教友465,717人，佔轄區總人口17.5%。教區下轄七十七個堂區，有一百九十八名司鐸。現任教區總主教為若望·彌額爾·米勒。
1863年12月14日從溫哥華島教區分出，成立英屬哥倫比亞代牧區。1890年8月2日升為新西敏教區，受維多利亞總教區管轄。1908年9月19日升為總教區，而維多利亞則降為教區。